# Хрюші проти
Хрюші проти — некомерційна організація у Москві, створена молодіжним рухом «Наші», під керівництвом комісара руху Євгенії Сморчкової, яка декларує своєю громадянською метою суспільну боротьбу з недоброякісним обслуговуванням в універмагах.

## Діяльність
Ряджені активісти руху періодично проводять у супермаркетах і на ринках рейди, спрямовані на виявлення порушення, залучення до нього уваги громадськості і подальше усунення даного порушення. Під порушенням маються на увазі:
- Наявності на прилавках супермаркету (тобто доступних для покупки) продуктів з вичерпаним терміном придатності.
- Обважування покупця, тобто неправильне інформування покупця про масу придбаного ним продукту і, як наслідок, вартість даного продукту.
- Хамство щодо покупця (непристойні вирази, тон, і т. д.).
- Застосування сили охоронцями супермаркетів без мотиву на вчинення протизаконних дій (виключаючи «хуліганство»).

### Основні події
- 1 вересня 2010 року — постання руху та початок регулярних акцій в магазинах Москви.
- 6 жовтня 2010 року — побиття начальницею служби безпеки магазину Перехрестя в Бібірево активістки руху Юлії Землякової. Початок безстрокового пікету біля магазину.
- 22 жовтня 2010 — Торговий дім X5 Retail Group провів за запитом Хрюш перевірку 2-х своїх магазинів і покарав винних.
- 23 жовтня 2010 — Торгова мережа Сітістор виявила бажання співпрацювати з рухом Хрюші проти.
- 2 листопада 2010 — Старт у всіх магазинах мережі X5 Retail group акції з обміну прострочених продуктів на нормальні.
- 6 грудня 2011 — Підписання угоди про контроль активістами Хрюш виконання мережами магазинів X5 Retail даної акції.[3][4]
- 18 грудня 2010 — старт акції «Занадворов — король прострочення».
- 20 січня 2011 — Сітістор розпочав безстрокову акцію з обміну прострочених продуктів на свіжі безкоштовно.[5]
- 22 лютого 2011 — старт регулярних рейдів у Володимирі
- 7 березня 2011 — старт регулярних рейдів у Тулі
- 16 березня 2011 — старт в мережі Монетка акції з безкоштовного обміну прострочених продуктів на нормальні.

### Фінансування
У 2013 році в рамках президентських грантів «Хрюші проти», на свою діяльність з державного бюджету отримали 5 мільйонів рублів.